# Joseph Martin (Orgelbauer)
Joseph Martin (* um 1740 in Hayingen; † vor 1807) war ein deutscher Orgelbauer.

## Leben
Joseph Martin erlernte den Orgelbau bei Joseph Gabler. Martin wurde später der Stiefvater von Anton Hechinger (13. Juni 1755 – 11. Februar 1835), welcher auch nach seinem Tod die Werkstatt übernahm. Sein bekanntestes und größtes Werk war die Hauptorgel des Münsters Zwiefalten aus dem Jahr 1785 mit vier Manualen und 64 Registern, von der heute nichts mehr erhalten geblieben ist.